# Lissa-Ico (Vatuvou)
Lissa-Ico (Lisa-Ico, Lisaico) ist eine osttimoresische Aldeia im Suco Vatuvou (Verwaltungsamt Maubara, Gemeinde Liquiçá). 2015 lebten in der Aldeia 360 Menschen.

## Geographie
Lissa-Ico liegt im Süden des Sucos Vatuvou. Südlich liegt die Aldeia Mau-Ubu, südwestlich die Aldeia Manuquibia, westlich die Aldeia Bouraevei, nördlich die Aldeia Raeme, östlich die Aldeia Lebucailiti und südöstlich die Aldeia Gariana. An zwei kleinen Straßen, die von Nord nach Süd die Aldeia durchziehen, liegt die Besiedlung Lissa-Icos, so im Nordwesten der Ort Vatubau (Watubau) und im Südwesten Lissa-Ico, der bis nach Mau-Ubu hineinreicht. Dort befindet sich auch die Grundschule Lissa-Ico.

## Politik
2023 wurde Carlito L. dos Santos zum Chefe de Aldeia gewählt.